# Tinta Francisca
De Tinta Francisca is een blauwe druivensoort, die in beperkte mate wordt gebruikt voor het maken van port.

## Kenmerken
De kleine druif, die laat uitloopt, werd vroeger nogal eens gezien als de pinot noir van Portugal.

## Gebruik
Vooral in assemblages bewijst deze druif haar nut. In port is de druif echter meer een opvulling dan een karaktergever.

## Gebieden
Gebieden waar deze druif verbouwd wordt zijn Portugal en Zuid-Afrika.